# Nervo pudendo
Il nervo pudendo è un nervo misto che origina dal plesso pudendo. È formato da fibre provenienti da S2, S3 e S4.

## Territorio di innervazione
La componente sensitiva innerva la cute di perineo e genitali esterni e i corpi cavernosi. La componente muscolare innerva i muscoli trasverso superficiale del perineo, ischiocavernoso e bulbocavernoso. Sono inoltre presenti fibre parasimpatiche per le arterie dei genitali che stimolano l'erezione dei corpi cavernosi (pene e clitoride).

## Decorso
Il nervo origina dalle branche ventrali del secondo, terzo e quarto nervo sacrale (S2-S3-S4); decorrendo al di sotto del muscolo piriforme, il nervo abbandona la cavità pelvica attraverso il grande forame ischiatico, gira attorno alla spina ischiatica passando anteriormente a questa, poi passa attraverso il piccolo forame ischiatico, adeso al muscolo otturatore interno, ed entra dunque nella fossa ischioanale.
A questo livello accompagna i vasi pudendi interni lungo la parete laterale della fossa ischiorettale, contenuto all'interno del foglietto della fascia otturatoria in uno spazio che prende il nome di canale di Alcock.
A livello della tuberosità ischiatica si divide nei suoi rami terminali: il nervo perineale e il nervo dorsale del pene/della clitoride.

### Nervo perineale
Il nervo perineale rappresenta la continuazione diretta del nervo pudendo. Può dare origine al nervo emorroidale inferiore, che più spesso nasce direttamente dal plesso pudendo. Dietro al trigono urogenitale si divide in un ramo superficiale e uno profondo.
- Ramo superficiale: si fa sottocutaneo e innerva la cute di perineo, scroto, faccia inferiore del pene e grandi labbra.
- Ramo profondo: innerva i muscoli del piano pelvico (ischiocavernoso, bulbocavernoso e trasverso superficiale del perineo; fornisce inoltre rami sensitivi per il bulbo e l'uretra.

### Nervo dorsale del pene/della clitoride
Il nervo dorsale del pene/della clitoride decorre lungo la parete laterale della fossa ischiorettale, raggiunge la sinfisi pubica e prosegue lungo il dorso del pene o della clitoride. Nel maschio raggiunge il glande, mentre nella femmina termina quasi subito. Si distribuisce ai corpi cavernosi di pene e clitoride e alla cute di pene e piccole labbra.